# Mariano Byró
Mariano Byró (Monte Grande, Buenos Aires, 1 de abril de 1982) es un exbaloncestista profesional argentino. Jugaba en la posición de escolta. Tuvo un largo desempeño en la Liga Nacional de Básquet, máxima división de Argentina.

## Carrera
Inició su carrera profesional en Lanús, disputando el Torneo Nacional de Ascenso. 
En el año 2002 firmó con Echagüe, en ese momento bajo la dirección técnica de Silvio Santander y disputando esa temporada el ascenso a la LNB.  
Pasó en el año 2004 a River Plate, debutando el 26 de septiembre de 2004 frente a Boca Juniors. Después de una temporada en el club porteño, jugó durante un año para Peñarol de Mar del Plata, promediando 7.9 puntos, 2.5 rebotes, 1.4 asistencias en los 48 partidos que disputó. 
Las siguientes dos temporadas fue parte del plantel de Sionista (siendo elegido Jugador de Mayor Progreso de la Liga Nacional de la temporada 2006/07). De allí pasó a Olímpico de La Banda, antes de retornar en 2009 a Lanús. En este último club fue dirigido nuevamente por Silvio Santander, participando en el Torneo Interligas. 
En el año 2012 aceptó una propuesta para incorporarse como refuerzo a Gimnasia Indalo. Tras una temporada en Comodoro Rivadavia, acordó su regreso a Sionista.
En septiembre de 2014 fue convocado por el club boliviano Meta La Salle de Tarija para jugar la Liga Sudamericana de Clubes 2014 y posteriormente, al finalizar el torneo, fichó para Weber Bahía.
Su siguiente club fue Instituto de Córdoba. Al concluir la temporada 2015-16 de la LNB, aceptó sustituir temporalmente a Shaquille Johnson como ficha extranjera de Urunday Universitario. Poco después firmó contrato con Hispano Americano de Río Gallegos, club con el que jugaría hasta anunciar su retiro.

### Trayectoria
| Temporada | Equipo                   | País      | Liga |
| 2001-02   | Lanús                    | Argentina | TNA  |
| 2002-03   | Echagüe                  | Argentina | TNA  |
| 2003-04   | Echagüe                  | Argentina | TNA  |
| 2004-05   | River Plate              | Argentina | LNB  |
| 2005-06   | Peñarol de Mar del Plata | Argentina | LNB  |
| 2006-07   | Sionista                 | Argentina | LNB  |
| 2007-08   | Sionista                 | Argentina | LNB  |
| 2008-09   | Olímpico de La Banda     | Argentina | LNB  |
| 2009-10   | Lanús                    | Argentina | LNB  |
| 2010-11   | Lanús                    | Argentina | LNB  |
| 2011-12   | Lanús                    | Argentina | LNB  |
| 2012-13   | Gimnasia Indalo          | Argentina | LNB  |
| 2013-14   | Sionista                 | Argentina | LNB  |
| 2014      | Meta La Salle de Tarija  | Bolivia   | LS   |
| 2014-15   | Weber Bahía              | Argentina | LNB  |
| 2015-16   | Instituto de Córdoba     | Argentina | LNB  |
| 2016      | Urunday Universitario    | Uruguay   | LUB  |
| 2016-17   | Hispano Americano        | Argentina | LNB  |
| 2017-18   | Hispano Americano        | Argentina | LNB  |

## Selección nacional
Junto con Lucas Gornatti, Germán Boero y Nicolás Fulquet compitió en la Copa del Mundo de Baloncesto 3x3 de 2006 en la ciudad italiana de Caorle, donde su equipo terminó como subcampeón y el fue escogido como el Jugador Más Valioso del torneo.
Byró participó junto al seleccionado argentino en los Juegos Panamericanos de 2007 realizados en Río de Janeiro. Su debut fue frente a Panamá.

## Palmarés

### Menciones
- Jugador de Mayor Progreso de la LNB: 2006/07